# Stony Point (CDP, New York)
Pour les articles homonymes, voir Stony Point.
Stony Point est une census-designated place du comté de Rockland, dans l'État de New York, aux États-Unis,. En 2020, elle compte une population de 12 126 habitants.